# Joseph Ngute
Joseph Dion Ngute (Camerun, 12 marzo 1954) è un politico camerunese, 9º Primo Ministro del Camerun dal gennaio 2019.
È succeduto a Philémon Yang, che aveva ricoperto tale carica dal 2009.

## Carriera
Ngute è nato nel sud-ovest del Camerun, a Bongong Barombi. Dal 1973 al 1977 ha frequentato la scuola di specializzazione presso l'Università di Yaoundé e ha conseguito una laurea in giurisprudenza. Successivamente, dal 1977 al 1978, si iscrisse alla Queen Mary University di Londra, dove ottenne un master in giurisprudenza. Dal 1978 al 1982, ha seguito il programma di dottorato in giurisprudenza presso l'Università di Warwick nel Regno Unito.
Nel 1991 fu nominato direttore della Scuola Superiore di Amministrazione e Magistratura. Nel 1997 è entrato nel governo, ricoprendo la carica di Ministro delegato presso il Ministero delle relazioni esterne. Nel marzo 2018 è stato nominato Ministro per i compiti speciali e successivamente, dal gennaio 2019, fu nominato dall'attuale presidente del Camerun primo ministro della nazione.

## Vita personale
Ngute è inoltre anche un importante capo tribù locale.